# Killing Technology
Killing Technology es el tercer álbum de estudio de la banda canadiense de thrash metal/metal progresivo Voivod. Fue lanzado por la discográfica Noise Records en 1987 y fue el primer álbum en añadir sonido progresivo a su estilo de thrash metal.

## Lista de canciones
Toda la música compuesta por Voivod. Letras por Snake.
1. "Killing Technology" - 7:33
2. "Overreaction" - 4:45
3. "Tornado" - 6:02
4. "Too Scared To Scream" - 4:14
5. "Forgotten In Space" - 6:10
6. "Ravenous Medicine" - 4:33
7. "Order of the Blackguards" - 4:28
8. "This is Not An Exercise" - 6:18
9. "Cockroaches" - 3:40

## Créditos
- Away (Michel Langevin): batería
- Snake (Denis Bélanger): voz
- Blacky (Jean-Yves Thériault): bajo
- Piggy (Denis D'Amour): guitarra